# Afgán szőnyeg

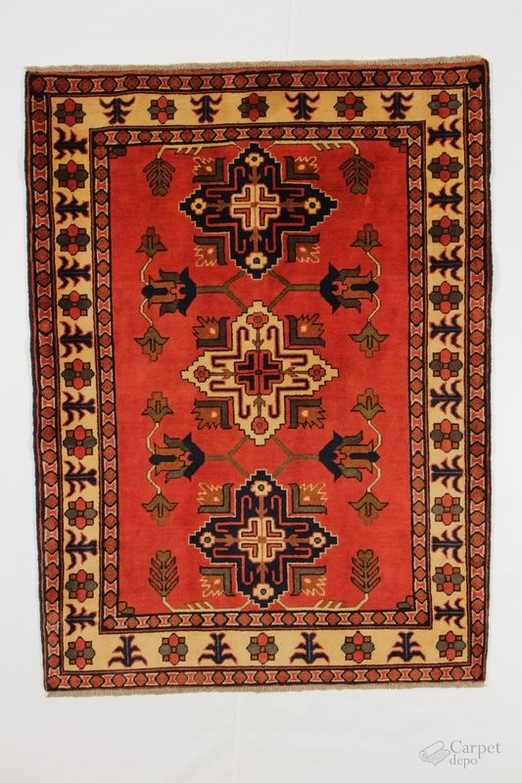
Khal Mohammadi típusú kézi csomózású afgán szőnyeg

Az afgán szőnyeg hagyományos, kézzel csomózott szőnyeg, amelyet Afganisztán különböző etnikai csoportjai – különösen a türkmén, beludzs és üzbég közösségek – készítenek évszázadok óta. Ezek a szőnyegek híresek gazdag vörös színvilágukról, geometrikus és törzsi mintáikról, valamint kiváló minőségű gyapjú alapanyagukról. Az afgán szőnyeg nem csupán használati tárgy, hanem a régió kézműves hagyományainak, kulturális örökségének és identitásának is szimbóluma. A nemzetközi piacokon is keresett termék, különösen Európában és Észak-Amerikában, ahol gyakran dísztárgyként, luxuscikként jelenik meg. A szőnyegkészítés tradicionális technikája szájhagyomány útján öröklődik, és jelentős szerepet játszik Afganisztán kézművesiparában és gazdaságában.

## Afgán szőnyeg

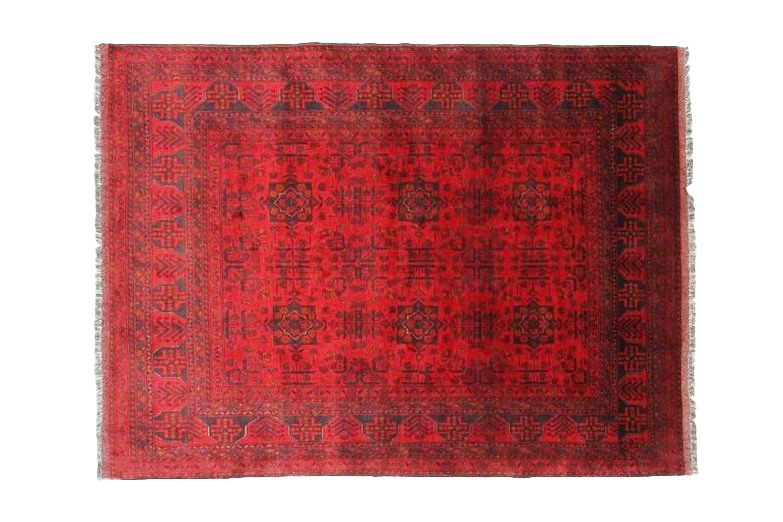
Afgán kézi csomózású szőnyeg

Az afgán szőnyeg Afganisztán egyik legismertebb kézműves terméke, amely több évszázados hagyományokon nyugszik. A szőnyegkészítés az ország kulturális örökségének fontos része, mely elsősorban Észak-Afganisztán területéhez kötődik. Az afgán kézi csomózású szőnyegek kiváló minőségű gyapjúból készülnek, természetes festékekkel színezve, amelyek gyakran generációkon átörökített családi receptek alapján készülnek.

### Eredete és története
A szőnyegkészítés hagyománya Afganisztánban több ezer évre nyúlik vissza. Kezdetben nomád törzsek foglalkoztak szőnyegszövéssel, főként sátraik szigetelésére, melegítésére. Később a szőnyegek kereskedelmi szerepe vált jelentőssé. Régészeti leletek szerint egyes minták, például az „Elefánttalp” motívum, akár 1000 éves múltra is visszatekinthetnek.

### Készítési folyamata
Az afgán szőnyegkészítés egyik első lépése a birkák legeltetése zöld legelőkön, amely biztosítja a gyapjú kiváló minőségét. A birka gyapjúját nyírás után különválasztják: a külső részéből általános célú szőnyegek, a testhez közelebbi finomabb gyapjúból pedig sűrűbb csomózású szőnyegek készülnek.
A nyers gyapjúból sodrott fonalakat természetes alapanyagokból – például növényekből és virágokból – előállított festékekkel színezik. A festés órákig tartó forralással történik, majd a fonalakat nyáron napon, télen ventilátorral szárítják. A kész fonalat ezután megvásárolják a kézművesek, akik Pakisztánban műhelyekben, Afganisztánban pedig jellemzően saját otthonaikban (karkhana) dolgoznak.
A szövőkereten elhelyezett láncfonalakra kézzel csomózzák a mintát, minden egyes csomót szorosan meghúzva, megfelelő szerszámok segítségével. A csomózást követően a szőnyeget a kívánt vastagságra nyírják, majd négyszer mossák ki, hogy megelőzzék a színvérzést (azaz a színek elmosódását víz hatására). Végül a szőnyeget természetes módon szárítják meg.

## Aqcha szőnyeg

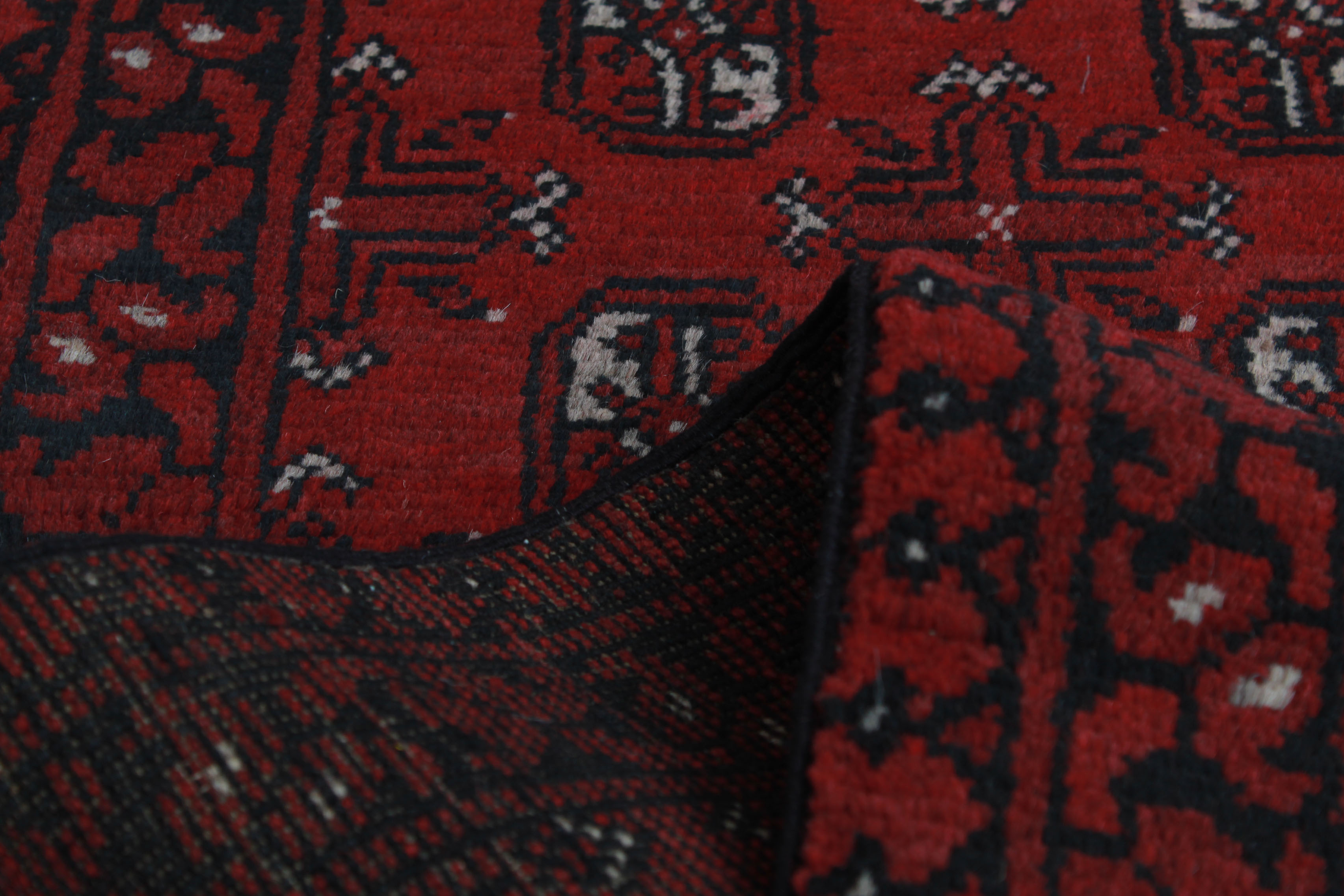
Aqchai kézi csomózású szőnyeg

Az Aqcha szőnyeg egy Afganisztán északi részén, Aqcha város környékén elterjedt kézi csomózású szőnyegtípus. Készítését főként nomád és falusi közösségek végzik. Jellemző motívumai az „Elefánttalp” és a „Bokhara” minták. Az Aqchai szőnyegek a Gheordes (dupla) csomózási technikával készülnek, természetes színezéssel. Bár csomósűrűségük alacsonyabb más típusoknál, tartósságuk megegyezik a többi afgán szőnyegével.

## Khalmohamadi szőnyeg

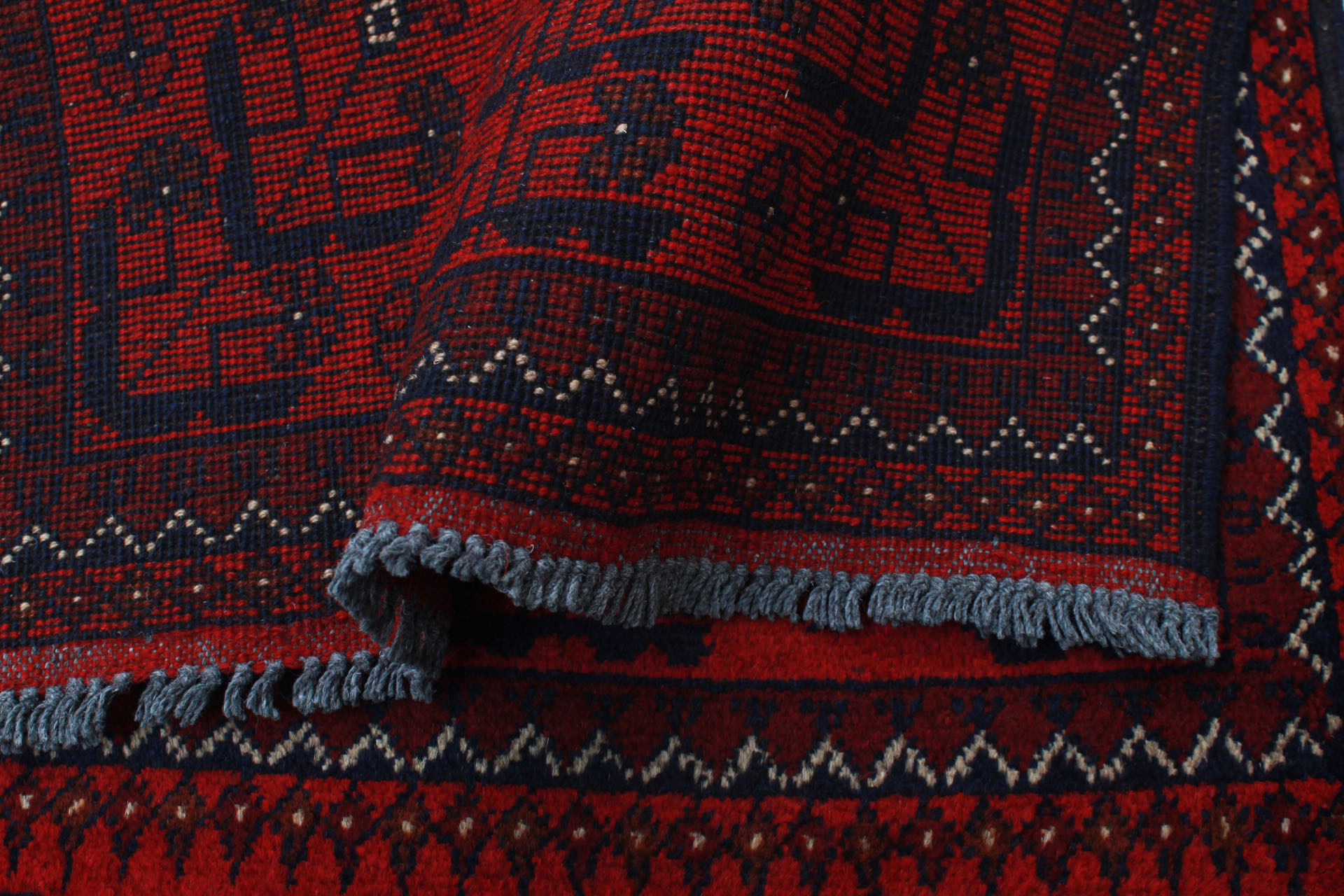
Khalmohamadi kézi csomózású szőnyeg

A Khalmohamadi szőnyeg nevét a mélybordó színek feltalálójáról kapta, aki egy türkmén származású szőnyegkészítő volt. Az alkotó hosszú kísérletezés során fedezte fel a különleges mélybordó árnyalatokat, amelyeket bizonyos növényekből nyert ki. Ezek a színezési eljárások napjainkban is családi titkokon alapulnak.
A Khalmohamadi szőnyegek készítési technikája megegyezik a hagyományos afgán szőnyegek csomózásával, amelyet Gheordes (dupla csomózás) néven ismernek. Felvetőszáluk és csomózásuk egyaránt gyapjúból készül, amely kiváló tartósságot és természetes megjelenést biztosít a szőnyegnek.
A Khalmohamadi szőnyegek az afgán szőnyegkultúra egyik különleges és értékes darabjai, amelyek különösen népszerűek a mély, gazdag színhasználatuk miatt.
Különösen alkalmasak nagy forgalmú helyiségekbe, például irodákba, nappalikba, hálószobákba. Kaphatók futószőnyegként is, kifejezetten folyósókra. 100%-ban kézi csomózású szőnyegek, amelyek padlófűtéses helyiségekbe is teríthetők, allergén anyagot nem tartalmaznak.

## Alkalmazás
Az afgán szőnyegek nemcsak díszítőelemként, hanem funkcionális kiegészítőként is szolgálnak. Melegséget és meghittséget sugároznak, legyen szó nappaliról, hálószobáról vagy előszobáról. Rendkívül tartósak, így hosszú távon is értékálló befektetésnek számítanak.

## További irodalom
- John Gillow – Bryan Sentance: Keleti szőnyegek kézikönyve. Park Kiadó, Budapest, 2005.
- Steven Cohen: Oriental Rugs – A Complete Guide. Thames & Hudson, London, 2000.